# Velká cena Turecka silničních motocyklů
Velká cena Turecka silničních motocyklů je motocyklový závod, který je součástí mistrovství světa silničních motocyklů jako součást Prix silničních motocyklů závodní sezóny.

## Vítězové Grand Prix silničních motocyklů - Turecko
| Rok  | Trať          | 125 cc                  | 250 cc                   | MotoGP                 | Report |
| ---- | ------------- | ----------------------- | ------------------------ | ---------------------- | ------ |
| 2007 | Istanbul Park | Simone Corsi (Aprilia)  | Andrea Dovizioso (Honda) | Casey Stoner (Ducati)  | Report |
| 2006 | Istanbul Park | Hector Faubel (Aprilia) | Hiroshi Aoyama (Honda)   | Marco Melandri (Honda) | Report |
| 2005 | Istanbul Park | Mike di Meglio (Honda)  | Casey Stoner (Aprilia)   | Marco Melandri (Honda) | Report |